# Sybaris

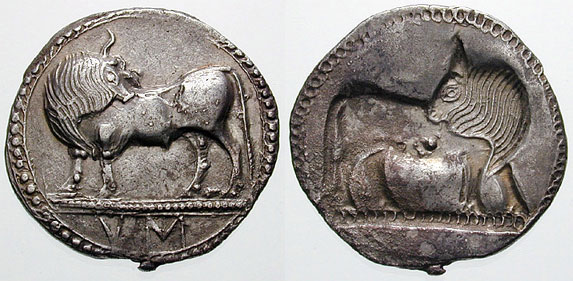
Moneta bita w Sybaris (ok. 550 - 510 r. p.n.e.)

Sybaris (gr. Σύβαρις) – starożytne miasto w Wielkiej Grecji na wybrzeżu Lukanii nad Zatoką Tarencką, pomiędzy rzekami Kratis (Crati) i Sybaris (Coscile). Obie rzeki łączą się obecnie około 5 kilometrów przed wspólnym ujściem do morza, jednak w starożytności ich ujścia były oddzielone.
Sybaris zostało założone przez Achajów około roku 720 p.n.e. Wśród jej mieszkańców było również wielu trojzeńczyków, którzy później zostali jednak wygnani. Okolice dawnej Sybaris są obecnie malaryczne, w starożytności był to jednak obszar żyzny, a polityka miasta sprzyjała nowym osadnikom i przyczyniała się do ich zamożności. W szczytowym okresie rozwoju liczba mieszkańców Sybaris wynosiła ponad 100 000, a miasto zakładało własne kolonie na wybrzeżach Morza Tyrreńskiego.
Bogactwo Sybaris i zamiłowanie jego mieszkańców do luksusu stały się wśród Greków przysłowiowe – stąd sybaryta i sybarytyzm.
Starcia między zwolennikami demokracji i oligarchii spowodowały, że wielu arystokratów zmuszonych zostało do szukania schronienia w Krotonie. Doprowadziło to do wybuchu wojny w roku 510 p.n.e., w wyniku której Sybaris zostało całkowicie zniszczone. Po zdobyciu miasta Krotończycy skierowali na jego ruiny wody Kratis i zalali je.
W roku 443 p.n.e. mieszkańcy Sybaris wraz z kolonistami z Aten założyli nieopodal ruin nowe miasto Turioj. Podczas II wojny punickiej w roku 204 p.n.e. Turioj zostało zniszczone przez Hannibala, a część mieszkańców przesiedlono do sprzymierzonej z Kartagińczykami Krotony. Na miejscu Turioj Rzymianie założyli w roku 194 p.n.e. kolonię Copiae.
Prace wykopaliskowe podejmowane przez rząd włoski w latach 1879 i 1887 nie doprowadziły do ustalenia lokalizacji Sybaris. Odkryto jedynie rozległą nekropolię z czasów końca epoki brązu, około 15 kilometrów na zachód od zbiegu obu rzek oraz drugą, datowaną na około 400 p.n.e. złożoną z kurhanów. W niektórych kurhanach znaleziono naczynia ze złota pokryte tajemniczymi napisami w grece. Jeden z kurhanów o średnicy około 28 metrów zawierał wewnątrz pojedynczy pochówek.
W mieście znajduje się stacja kolejowa Sibari.